# 山田和幸
山田 和幸（やまだ かずゆき、1971年4月20日 - ）は、和歌山県出身の元プロ野球選手（内野手）。

## 来歴・人物
那賀高では3年夏の県大会ベスト8、早稲田大学に進学。
入学後、野球部では強打の二塁手として大越基、仁志敏久とともに1年春からベンチ入りを果たすもわずか3か月で退部し、3年次から準硬式野球部に入部すると全日本大学準硬式野球選手権で優勝。
一般企業へ就職が内定したが、社会人野球を続けることを目指して留年していたところ1994年のドラフトで6位指名を受け西武ライオンズに入団。しかし、内臓疾患の病気によりわずか2年で退団することとなる。
退団後は海外でプレーを続けたが、引退し一般企業に就職した。

## 詳細情報

### 年度別打撃成績
- 一軍公式戦出場なし

### 背番号
- 60 （1995年 - 1996年）